# Crno tržište
Crno tržište, crna burza ili trgovina na crno dio je gospodarskog poslovnog sektora u kojem se odvijaju ilegalne gospodarske transakcije, osobito protuzakonita kupnja i prodaja robe ili deviza. Ne evidentiraju se te ne podliježu plaćanju poreza i drugih dažbina.
Roba na crnom tržištu može biti nezakonita kao što je ilegalna prodaja oružja ili zabranjena npr. zabranjeni lijekovi ili bjelokost. Može biti ukradena ili se prodaje roba bez plaćanja poreza državi npr. ilegalna prodaja cigareta ili neregistriranog vatrenog oružja. Zove se "crno tržište", jer se događa mimo zakona.
Crno tržište raste, kada se postrožuju zakoni i kada poskupljuju cijene pa dio građana nastoji kupiti iste proizvode po jeftinijoj cijeni izvan uobičajenih mjesta kupnje. Ta tržišta napreduju i kada država zabrani ili ograniči prodaju nekih proizvoda pa se nabavljaju na crnom tržištu. Takvo tržište obično je prisutno u svakom gospodarstvu, osobito u slabije razvijenima gospodarstvima.
U ratovima buja crno tržište kao što je bio slučaj u Drugom svjetskom ratu. Nakon završetka rata, osuđeni su neki od trgovaca na crno. Crno tržište također raste u vrijeme recesije.